# 幼児虐殺

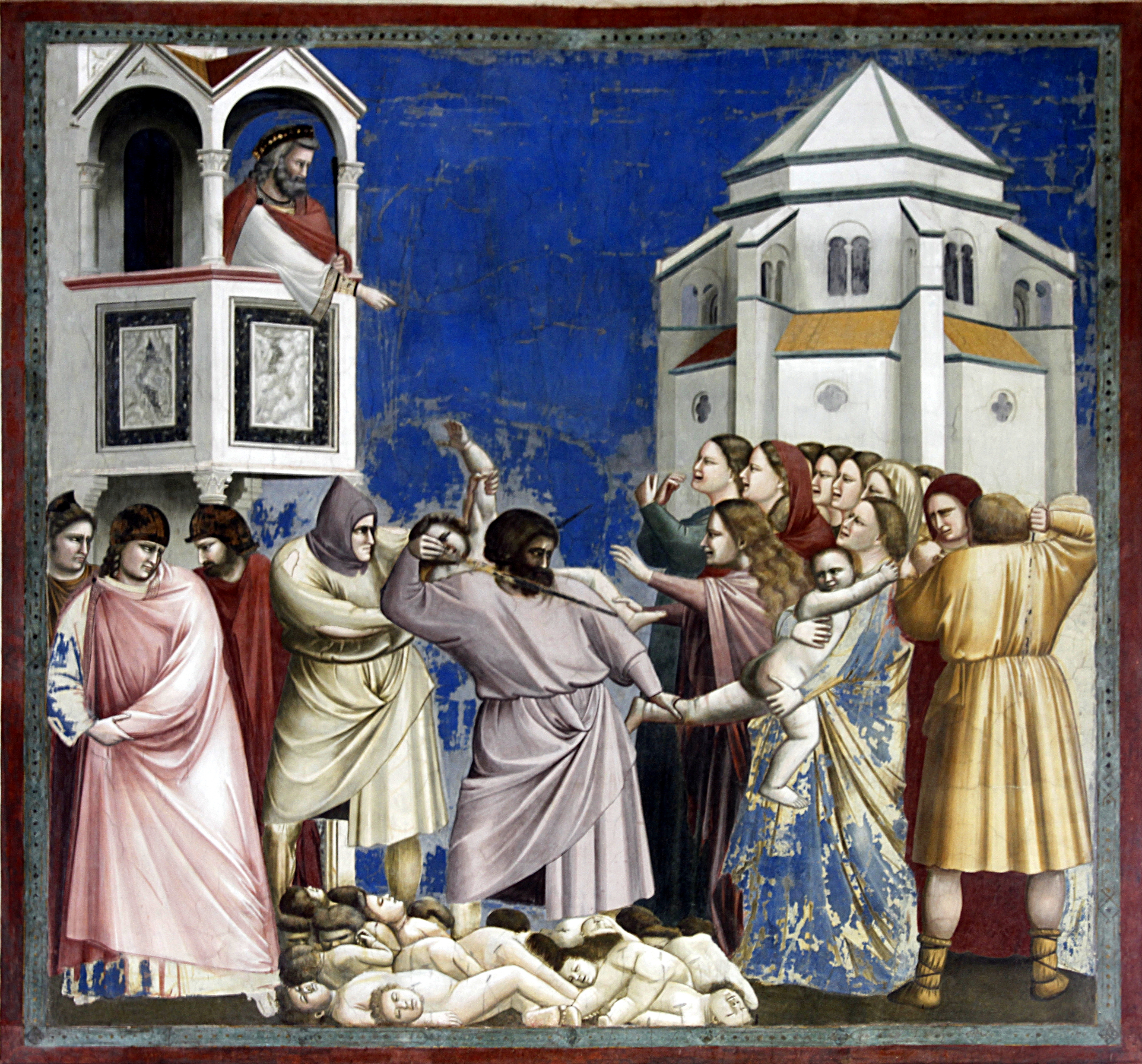
ジョット・ディ・ボンドーネによる『幼児虐殺』、1304年頃。スクロヴェーニ礼拝堂所蔵

幼児虐殺（ようじぎゃくさつ）は、新約聖書の『マタイによる福音書』2章16節～18節にあらわれるエピソード。“新たにユダヤ人の王となる子”（イエス・キリストのこと）がベツレヘム（ベトレヘム）に生まれたと聞いて怯えたユダヤの支配者ヘロデ大王がベツレヘムで2歳以下の男児を全て殺害させた出来事。

## 概要
幼児虐殺は、占星術博士の星に関するエピソードの中で、マタイによる福音書の幼年期の部分に書かれている。
東方の三博士たちはユダヤ人の王を訪ねてきた（マタイ2:1）。ユダヤ人の王であったヘロデは、自分を脅かし得る者が誰なのかを調べるために策略を練り、帰りに立ち寄り知らせるよう博士たちに頼んだ。博士たちが他の道を通って帰ったことを知ると、「大いに怒った。そして、人を送り、学者たちに確かめておいた時期に基づいて、ベツレヘムとその周辺一帯にいた二歳以下の男の子を、一人残らず殺させた」（マタイ2:16）。この場面は旧約のエピソードを思い出させる。出エジプト記によれば、ファラオは生まれたばかりのヘブライ人の子を皆殺しにするよう命じたが、モーゼだけは助かり、後にこのモーゼによって民は解放された（出エジプト 1:8−2:10）。聖マタイはまた、幼児の殉教によってエレミヤの預言が実現したことを語る（エレミヤ31:15）。
なお、ユダヤ歴は太陰太陽暦であり、満年齢の記述に不向きであり、この2歳以下というのは数え年での年齢だと考えられる。ヘロデが2歳以下の幼児を殺させたのは、1年前に星が現れ＝イエスが誕生し（誕生時に既に1歳）、幼児虐殺時には、数え年で2歳になるからである。

## キリスト教
キリスト教では伝統的にこの幼児たちをイエスのために命を落とした最初の殉教者（致命者）であるとみなしてきた。伝統的教会では彼らを聖人とし、カトリック教会では「幼子殉教者」（おさなごじゅんきょうしゃ）、聖公会では「聖なる幼子」（せいなるおさなご）、正教会に属する日本ハリストス正教会では「聖嬰児」（せいえいじ）と呼ぶ。カトリックと聖公会での記念日は12月28日、正教会での記憶日は12月29日。
マタイ福音書によれば、ヘロデ大王は、ベツレヘムの星を見て救い主の誕生を知り拝もうとやってきた東方の三博士たちから、「新しい王」の話を聞いた。王は自分の地位を脅かされることを恐れ、いっそ殺してしまおうと考えた。そこでベツレヘムで2歳以下のすべての男子を殺害するよう命じ、実行させた。これはエレミヤ書31章15節にある「ラマで声が聞こえる。すすり泣きとうめき声が……」という預言の成就であるとマタイ福音書は書く。イエスの両親ヨセフとマリアはお告げでこの危機を知り、エジプトに逃れたためイエスの殺害を免れた。

## 批判的見解
福音書執筆と概ね同時代を生きたフラウィウス・ヨセフスを始めとする一般の歴史家の記述はおろか、他の福音書にすらこの幼児虐殺のエピソードは記されていない。
それゆえマタイ福音書の記述は事実ではなく、イエスの生涯を旧約聖書の預言の実現として描こうとする『マタイ』著者によって創作(捏造)されたエピソードであると歴史的観点から評価する説もある。
たとえ事実であったとしても当時のベツレヘムは本当の寒村であったため、ごく小さな規模の事件であったと考えられる。
聖書学者レイモンド・ブラウンは当時のベツレヘム総人口を1,000人程度であったと推定する。こうした説に従うなら、実際に殺された幼児の数はどんなに多く見積もっても20～30人程度であったと仮定される事になる。
もともと、当時の専制君主はこれを超える規模の非道な虐殺行為をしばしば行っていたため、ヨセフスや他の歴史家からもわざわざ記録するほどの事件とは見なされなかったと解釈することもできる。
キリスト教伝承において、この幼子殉教者たちの数はしばしば誇大化して扱われた。正教会の伝承では14,000人とし、シリア教会での聖人伝には64,000人と記されていた。現代の研究者はこのような数字は過度の誇張であると考えている。

## 芸術作品

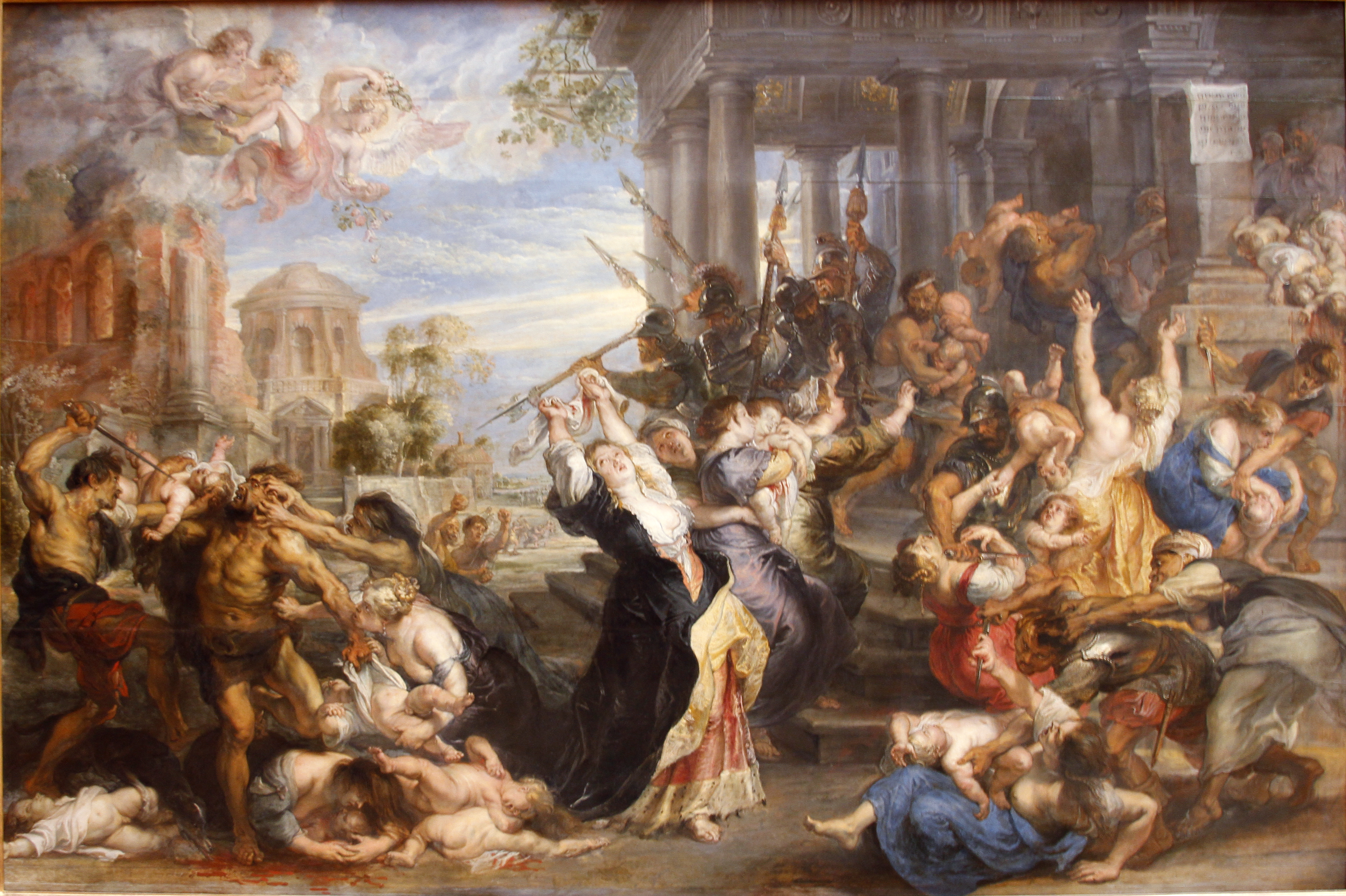
ピーテル・パウル・ルーベンス作『幼児虐殺』。アルテ・ピナコテーク蔵。

幼児虐殺は、幼児に対する暴力というショッキングなテーマながら、ジョット・ディ・ボンドーネなど多くの芸術家たちの画題となってきた。たとえばルーベンスは一度ならず『幼児虐殺』の絵を描いているが、その中の一枚は2002年、ケネス・トムソンによって4950万ポンドで落札され、史上もっとも高額で取引された絵の一つであるとされている。
音楽ではイギリス中世の『コヴェントリー・キャロル』がこの件を歌っている。